# Giải vô địch bóng đá nữ thế giới 2023 (Bảng A)
Bảng A của giải vô địch bóng đá nữ thế giới 2023 sẽ diễn ra từ ngày 20 đến ngày 31 tháng 7 năm 2023. Bảng này bao gồm chủ nhà New Zealand, Na Uy, Philippines và Thụy Sĩ. Hai đội tuyển đứng đầu sẽ giành quyền vào vòng 16 đội.

## Các đội tuyển
| Vị trí bốc thăm | Đội tuyển   | Nhóm hạt giống | Liên đoàn | Tư cách vòng loại                  | Ngày vượt qua vòng loại | Tham dự chung kết | Tham dự cuối cùng | Thành tích tốt nhất lần trước            | Bảng xếp hạng FIFA | Bảng xếp hạng FIFA |
| Vị trí bốc thăm | Đội tuyển   | Nhóm hạt giống | Liên đoàn | Tư cách vòng loại                  | Ngày vượt qua vòng loại | Tham dự chung kết | Tham dự cuối cùng | Thành tích tốt nhất lần trước            | Tháng 10 năm 2022  | Tháng 6 năm 2023   |
| --------------- | ----------- | -------------- | --------- | ---------------------------------- | ----------------------- | ----------------- | ----------------- | ---------------------------------------- | ------------------ | ------------------ |
| A1              | New Zealand | 1              | OFC       | Đồng chủ nhà                       | 25 tháng 6 năm 2020     | Lần thứ 6         | 2019              | Vòng bảng (1991, 2007, 2011, 2015, 2019) | 22                 | 26                 |
| A2              | Na Uy       | 2              | UEFA      | Nhất bảng F UEFA                   | 2 tháng 9 năm 2022      | Lần thứ 9         | 2019              | Vô địch (1995)                           | 12                 | 12                 |
| A3              | Philippines | 4              | AFC       | Bán kết Cúp bóng đá nữ châu Á 2022 | 30 tháng 1 năm 2022     | Lần đầu           | —                 | —                                        | 53                 | 46                 |
| A4              | Thụy Sĩ     | 3              | UEFA      | Thắng Play-off nhất bảng UEFA      | 11 tháng 10 năm 2022    | Lần thứ 2         | 2015              | Vòng 16 đội (2015)                       | 21                 | 20                 |

Ghi chú
1. ↑  Bảng xếp hạng vào Tháng 10 năm 2022 sẽ được sử dụng làm hạt giống cho buổi lễ bốc thăm.

## Bảng xếp hạng
| VT | Đội             | ST | T | H | B | BT | BB | HS | Đ | Giành quyền tham dự                 |
| -- | --------------- | -- | - | - | - | -- | -- | -- | - | ----------------------------------- |
| 1  | Thụy Sĩ         | 3  | 1 | 2 | 0 | 2  | 0  | +2 | 5 | Đi tiếp vào vòng đấu loại trực tiếp |
| 2  | Na Uy           | 3  | 1 | 1 | 1 | 6  | 1  | +5 | 4 | Đi tiếp vào vòng đấu loại trực tiếp |
| 3  | New Zealand (H) | 3  | 1 | 1 | 1 | 1  | 1  | 0  | 4 |                                     |
| 4  | Philippines     | 3  | 1 | 0 | 2 | 1  | 8  | −7 | 3 |                                     |

Ở vòng 16 đội:
- Đội nhất bảng A sẽ đấu với đội nhì bảng C.
- Đội nhì bảng A sẽ đấu với đội nhất bảng C.

## Các trận đấu
Tất cả trận đấu được liệt kê theo giờ địa phương, NZST (UTC+12).

### New Zealand vs Na Uy
| New Zealand     | 1–0      | Na Uy |
| --------------- | -------- | ----- |
| - Wilkinson 48' | Chi tiết |       |

| New Zealand | Na Uy |

| GK               | 21 | Victoria Esson     |  |       |
| RB               | 4  | CJ Bott            |  |       |
| CB               | 13 | Rebekah Stott      |  | 70'   |
| CB               | 14 | Katie Bowen        |  |       |
| LB               | 7  | Ali Riley (c)      |  |       |
| RM               | 20 | Indiah-Paige Riley |  |       |
| CM               | 2  | Ria Percival       |  |       |
| CM               | 6  | Malia Steinmetz    |  |       |
| CM               | 12 | Betsy Hassett      |  |       |
| CF               | 16 | Jacqui Hand        |  | 90+4' |
| CF               | 17 | Hannah Wilkinson   |  | 86'   |
| Thay người:      |    |                    |  |       |
| DF               | 3  | Claudia Bunge      |  | 70'   |
| FW               | 15 | Paige Satchell     |  | 86'   |
| FW               | 9  | Gabi Rennie        |  | 90+4' |
| Huấn luyện viên: |    |                    |  |       |
| Jitka Klimková   |    |                    |  |       |

| GK               | 23 | Aurora Mikalsen        |     |       |
| RB               | 13 | Thea Bjelde            |     | 90+3' |
| CB               | 6  | Maren Mjelde (c)       |     |       |
| CB               | 16 | Mathilde Harviken      |     |       |
| LB               | 4  | Tuva Hansen            |     |       |
| RM               | 7  | Ingrid Syrstad Engen   |     |       |
| CM               | 18 | Frida Maanum           |     | 74'   |
| LM               | 11 | Guro Reiten            |     |       |
| RW               | 10 | Caroline Graham Hansen |     |       |
| CF               | 14 | Ada Hegerberg          |     |       |
| LW               | 17 | Julie Blakstad         |     | 56'   |
| Thay người:      |    |                        |     |       |
| FW               | 20 | Emilie Haavi           | 85' | 56'   |
| MF               | 8  | Vilde Boe Risa         |     | 74'   |
| DF               | 2  | Anja Sonstevold        |     | 90+3' |
| Huấn luyện viên: |    |                        |     |       |
| Hege Riise       |    |                        |     |       |

| Cầu thủ xuất sắc của trận đấu: Hannah Wilkinson (New Zealand) Trợ lý trọng tài: Makoto Bozono (Nhật Bản) Naomi Teshirogi (Nhật Bản) Trọng tài thứ tư: Ivana Martinčić (Croatia) Trọng tài video: Tatiana Guzmán (Nicaragua) Trợ lý trọng tài video: Carol Anne Chenard (Canada) Trợ lý trọng tài video (việt vị): Chantal Boudreau (Canada) |

### Philippines vs Thụy Sĩ
| Philippines | 0–2      | Thụy Sĩ                             |
| ----------- | -------- | ----------------------------------- |
|             | Chi tiết | - Bachmann 45' (ph.đ.) - Piubel 64' |

| Philippines | Thụy Sĩ |

| GK               | 1  | Olivia Davies-McDaniel |     |     |
| CB               | 5  | Hali Long (c)          |     |     |
| CB               | 3  | Jessika Cowart         |     |     |
| CB               | 13 | Angela Beard           |     |     |
| RWB              | 17 | Alicia Barker          |     |     |
| LWB              | 16 | Sofia Harrison         | 38' |     |
| CM               | 20 | Quinley Quezada        | 70' |     |
| CM               | 4  | Jaclyn Sawicki         |     |     |
| CM               | 8  | Sara Eggesvik          | 70' |     |
| CF               | 21 | Katrina Guillou        |     |     |
| CF               | 7  | Sarina Bolden          | 81' |     |
| Thay người:      |    |                        |     |     |
| MF               | 9  | Isabella Flanigan      |     | 70' |
| MF               | 14 | Meryll Serrano         |     | 70' |
| FW               | 10 | Chandler McDaniel      |     | 81' |
| Huấn luyện viên: |    |                        |     |     |
| Alen Stajcic     |    |                        |     |     |

| GK               | 1  | Gaëlle Thalmann        |     |     |
| RB               | 19 | Eseosa Aigbogun        |     |     |
| CB               | 15 | Luana Bühler           |     |     |
| CB               | 2  | Julia Stierli          |     |     |
| LB               | 5  | Noelle Maritz          | 83' |     |
| CM               | 11 | Coumba Sow             |     |     |
| CM               | 13 | Lia Wälti (c)          | 75' |     |
| CM               | 6  | Géraldine Reuteler     | 90' |     |
| AM               | 17 | Seraina Piubel         | 90' |     |
| AM               | 10 | Ramona Bachmann        | 8'  | 70' |
| CF               | 9  | Ana Maria Crnogorčević |     |     |
| Thay người:      |    |                        |     |     |
| FW               | 23 | Alisha Lehmann         |     | 70' |
| MF               | 16 | Sandrine Mauron        |     | 75' |
| MF               | 22 | Meriame Terchoun       |     | 90' |
| FW               | 8  | Nadine Riesen          |     | 90' |
| Huấn luyện viên: |    |                        |     |     |
| Inka Grings      |    |                        |     |     |

| Cầu thủ xuất sắc của trận đấu: Ramona Bachmann (Thụy Sĩ) Trợ lý trọng tài: Carine Atezambong Fomo (Cameroon) Fanta Kone (Mali) Trọng tài thứ tư: Myriam Marcotte (Canada) Trọng tài video: Drew Fischer (Canada) Trợ lý trọng tài video: Adil Zourak (Maroc) Trợ lý trọng tài video (việt vị): Kathryn Nesbitt (Hoa Kỳ) |

### New Zealand vs Philippines
Đây mới chỉ là chiến thắng thứ hai của một quốc gia Đông Nam Á (không bao gồm Úc về mặt địa lý không thuộc khu vực này) tại một kỳ World Cup cấp đội tuyển quốc gia (nam và nữ) và là chiến thắng đầu tiên kể từ khi Thái Lan đánh bại Bờ Biển Ngà 3–2 ở Giải vô địch bóng đá nữ thế giới 2015.
| New Zealand | 0–1      | Philippines  |
| ----------- | -------- | ------------ |
|             | Chi tiết | - Bolden 24' |

| New Zealand | Philippines |

| GK               | 21 | Victoria Esson     |     |     |
| RB               | 4  | CJ Bott            |     |     |
| CB               | 13 | Rebekah Stott      |     |     |
| CB               | 14 | Katie Bowen        |     |     |
| LB               | 7  | Ali Riley          |     |     |
| RM               | 20 | Indiah-Paige Riley |     | 46' |
| CM               | 6  | Malia Steinmetz    |     |     |
| CM               | 2  | Ria Percival (c)   |     | 83' |
| LM               | 12 | Betsy Hassett      |     | 46' |
| CF               | 16 | Jacqui Hand        |     |     |
| CF               | 17 | Hannah Wilkinson   | 42' |     |
| Thay người:      |    |                    |     |     |
| MF               | 11 | Olivia Chance      |     | 46' |
| MF               | 10 | Annalie Longo      |     | 46' |
| FW               | 18 | Grace Jale         |     | 83' |
| Huấn luyện viên: |    |                    |     |     |
| Jitka Klimková   |    |                    |     |     |

| GK               | 1  | Olivia Davies-McDaniel |     |     |
| SW               | 3  | Jessika Cowart         |     | 83' |
| CB               | 5  | Hali Long (c)          |     |     |
| CB               | 13 | Angela Beard           | 49' |     |
| RWB              | 17 | Alicia Barker          |     | 70' |
| LWB              | 16 | Sofia Harrison         |     |     |
| CM               | 20 | Quinley Quezada        |     | 70' |
| CM               | 4  | Jaclyn Sawicki         |     |     |
| CM               | 8  | Sara Eggesvik          |     | 63' |
| CF               | 21 | Katrina Guillou        |     |     |
| CF               | 7  | Sarina Bolden          |     | 83' |
| Thay người:      |    |                        |     |     |
| FW               | 9  | Isabella Flanigan      |     | 63' |
| DF               | 19 | Dominique Randle       |     | 70' |
| MF               | 6  | Tahnai Annis           |     | 70' |
| MF               | 12 | Ryley Bugay            |     | 83' |
| FW               | 15 | Carleigh Frilles       |     | 83' |
| Huấn luyện viên: |    |                        |     |     |
| Alen Stajcic     |    |                        |     |     |

| Cầu thủ xuất sắc của trận đấu: Olivia Davies-McDaniel (Philippines) Trợ lý trọng tài: Karen Díaz Medina (México) Enedina Caudillo (México) Trọng tài thứ tư: Kim Yu-jeong (Hàn Quốc) Trọng tài video: Abdulla Al-Marri (Qatar) Trợ lý trọng tài video: Adil Zourak (Maroc) Trợ lý trọng tài video (việt vị): Fatiha Jermoumi (Maroc) |

### Thụy Sĩ vs Na Uy
| Thụy Sĩ | 0–0      | Na Uy |
| ------- | -------- | ----- |
|         | Chi tiết |       |

| Thụy Sĩ | Na Uy |

| GK               | 1  | Gaëlle Thalmann        |  |       |
| RB               | 19 | Eseosa Aigbogun        |  |       |
| CB               | 8  | Nadine Riesen          |  |       |
| CB               | 2  | Julia Stierli          |  |       |
| LB               | 5  | Noelle Maritz          |  |       |
| DM               | 13 | Lia Wälti (c)          |  |       |
| CM               | 11 | Coumba Sow             |  |       |
| CM               | 6  | Géraldine Reuteler     |  | 78'   |
| RF               | 17 | Seraina Piubel         |  | 88'   |
| CF               | 10 | Ramona Bachmann        |  | 90+3' |
| LF               | 9  | Ana Maria Crnogorčević |  |       |
| Thay người:      |    |                        |  |       |
| MF               | 16 | Sandrine Mauron        |  | 78'   |
| FW               | 22 | Meriame Terchoun       |  | 88'   |
| MF               | 14 | Marion Rey             |  | 90+3' |
| Huấn luyện viên: |    |                        |  |       |
| Inka Grings      |    |                        |  |       |

| GK               | 23 | Aurora Mikalsen        |  |     |
| RB               | 13 | Thea Bjelde            |  | 88' |
| CB               | 6  | Maren Mjelde (c)       |  |     |
| CB               | 16 | Mathilde Harviken      |  |     |
| LB               | 4  | Tuva Hansen            |  | 73' |
| DM               | 8  | Vilde Bøe Risa         |  | 88' |
| CM               | 18 | Frida Maanum           |  |     |
| CM               | 11 | Guro Reiten            |  |     |
| RF               | 15 | Amalie Eikeland        |  | 57' |
| CF               | 22 | Sophie Román Haug      |  | 73' |
| LF               | 20 | Emilie Haavi           |  |     |
| Thay người:      |    |                        |  |     |
| MF               | 10 | Caroline Graham Hansen |  | 57' |
| DF               | 2  | Anja Sønstevold        |  | 73' |
| FW               | 9  | Karina Sævik           |  | 73' |
| DF               | 19 | Marit Bratberg Lund    |  | 88' |
| MF               | 7  | Ingrid Syrstad Engen   |  | 88' |
| Huấn luyện viên: |    |                        |  |     |
| Hege Riise       |    |                        |  |     |

| Cầu thủ xuất sắc của trận đấu: Gaëlle Thalmann (Thụy Sĩ) Trợ lý trọng tài: Manuela Nicolosi (Pháp) Élodie Coppola (Pháp) Trọng tài thứ tư: Anahí Fernández (Uruguay) Trọng tài video: Pol van Boekel (Hà Lan) Trợ lý trọng tài video: Marco Fritz (Đức) Trợ lý trọng tài video (việt vị): Ella De Vries (Bỉ) |

### Thụy Sĩ vs New Zealand
| Thụy Sĩ | 0–0      | New Zealand |
| ------- | -------- | ----------- |
|         | Chi tiết |             |

| Thụy Sĩ | New Zealand |

| GK               | 1  | Gaëlle Thalmann        |  |       |
| RB               | 19 | Eseosa Aigbogun        |  |       |
| CB               | 5  | Noelle Maritz          |  |       |
| CB               | 2  | Julia Stierli          |  |       |
| LB               | 8  | Nadine Riesen          |  |       |
| DM               | 13 | Lia Wälti (c)          |  |       |
| CM               | 11 | Coumba Sow             |  |       |
| CM               | 6  | Géraldine Reuteler     |  | 71'   |
| RF               | 17 | Seraina Piubel         |  | 85'   |
| CF               | 9  | Ana Maria Crnogorčević |  | 90+4' |
| LF               | 10 | Ramona Bachmann        |  | 85'   |
| Thay người:      |    |                        |  |       |
| FW               | 23 | Alisha Lehmann         |  | 71'   |
| MF               | 16 | Sandrine Mauron        |  | 85'   |
| DF               | 18 | Viola Calligaris       |  | 85'   |
| FW               | 22 | Meriame Terchoun       |  | 90+4' |
| Huấn luyện viên: |    |                        |  |       |
| Inka Grings      |    |                        |  |       |

| GK               | 21 | Victoria Esson     |  |     |
| RB               | 4  | CJ Bott            |  |     |
| CB               | 13 | Rebekah Stott      |  | 62' |
| CB               | 14 | Katie Bowen        |  |     |
| LB               | 7  | Ali Riley (c)      |  |     |
| RM               | 10 | Annalie Longo      |  | 62' |
| CM               | 2  | Ria Percival       |  | 71' |
| CM               | 6  | Malia Steinmetz    |  |     |
| LM               | 11 | Olivia Chance      |  | 46' |
| CF               | 16 | Jacqui Hand        |  |     |
| CF               | 17 | Hannah Wilkinson   |  | 82' |
| Thay người:      |    |                    |  |     |
| FW               | 20 | Indiah-Paige Riley |  | 46' |
| MF               | 12 | Betsy Hassett      |  | 62' |
| DF               | 3  | Claudia Bunge      |  | 62' |
| FW               | 18 | Grace Jale         |  | 71' |
| FW               | 9  | Gabi Rennie        |  | 82' |
| Huấn luyện viên: |    |                    |  |     |
| Jitka Klimková   |    |                    |  |     |

| Cầu thủ xuất sắc của trận đấu: Ana Maria Crnogorčević (Thụy Sĩ) Trợ lý trọng tài: Brooke Mayo (Hoa Kỳ) Mijensa Rensch (Suriname) Trọng tài thứ tư: Iuliana Demetrescu (România) Trọng tài video: Nicolás Gallo (Colombia) Trợ lý trọng tài video: Juan Soto (Venezuela) Trợ lý trọng tài video (việt vị): Leslie Vásquez (Chile) |

### Na Uy vs Philippines
| Na Uy                                                                          | 6–0      | Philippines |
| ------------------------------------------------------------------------------ | -------- | ----------- |
| - Haug 6', 17', 90+5' - G. Hansen 31' - Barker 48' (l.n.) - Reiten 53' (ph.đ.) | Chi tiết |             |

| Na Uy | Philippines |

| GK               | 23 | Aurora Mikalsen        |     |     |
| RB               | 13 | Thea Bjelde            |     | 68' |
| CB               | 6  | Maren Mjelde (c)       |     |     |
| CB               | 16 | Mathilde Harviken      |     | 81' |
| LB               | 4  | Tuva Hansen            |     |     |
| DM               | 8  | Vilde Bøe Risa         | 86' |     |
| CM               | 18 | Frida Maanum           |     | 68' |
| CM               | 11 | Guro Reiten            |     |     |
| RF               | 22 | Sophie Román Haug      |     |     |
| CF               | 10 | Caroline Graham Hansen |     | 81' |
| LF               | 20 | Emilie Haavi           |     | 68' |
| Thay người:      |    |                        |     |     |
| MF               | 7  | Ingrid Syrstad Engen   |     | 68' |
| FW               | 9  | Karina Sævik           |     | 68' |
| DF               | 2  | Anja Sønstevold        |     | 68' |
| FW               | 21 | Anna Jøsendal          |     | 81' |
| DF               | 5  | Guro Bergsvand         |     | 81' |
| Huấn luyện viên: |    |                        |     |     |
| Hege Riise       |    |                        |     |     |

| GK               | 1  | Olivia Davies-McDaniel |     |     |
| RB               | 17 | Alicia Barker          |     | 57' |
| CB               | 5  | Hali Long (c)          |     |     |
| CB               | 13 | Angela Beard           |     |     |
| LB               | 20 | Quinley Quezada        |     | 81' |
| RM               | 4  | Jaclyn Sawicki         |     | 74' |
| CM               | 3  | Jessika Cowart         |     |     |
| CM               | 8  | Sara Eggesvik          |     |     |
| LM               | 9  | Isabella Flanigan      |     | 57' |
| CF               | 7  | Sarina Bolden          |     | 74' |
| CF               | 21 | Katrina Guillou        | 54' |     |
| Thay người:      |    |                        |     |     |
| DF               | 16 | Sofia Harrison         | 67' | 57' |
| DF               | 19 | Dominique Randle       |     | 57' |
| MF               | 12 | Ryley Bugay            |     | 74' |
| FW               | 10 | Chandler McDaniel      |     | 74' |
| FW               | 14 | Meryll Serrano         |     | 81' |
| Huấn luyện viên: |    |                        |     |     |
| Alen Stajcic     |    |                        |     |     |

| Cầu thủ xuất sắc của trận đấu: Sophie Román Haug (Na Uy) Trợ lý trọng tài: Chantal Boudreau (Canada) Stephanie Yee Sing (Jamaica) Trọng tài thứ tư: Anahí Fernández (Uruguay) Trọng tài video: Drew Fischer (Canada) Trợ lý trọng tài video: Salomé di Iorio (Argentina) Trợ lý trọng tài video (việt vị): Sian Massey-Ellis (Anh) |

## Kỷ luật của bảng đấu
Điểm kỷ luật sẽ được sử dụng như một tiêu chí xếp hạng nếu thành tích chung cuộc và thành tích đối đầu của các đội bằng nhau. Điểm này được tính dựa trên số thẻ vàng và thẻ đỏ nhận được trong tất cả các trận đấu vòng bảng như sau:
- thẻ vàng thứ nhất: trừ 1 điểm;
- thẻ đỏ gián tiếp (thẻ vàng thứ hai): trừ 3 điểm;
- thẻ đỏ trực tiếp: trừ 4 điểm;
- thẻ vàng và thẻ đỏ trực tiếp: trừ 5 điểm;

Chỉ một trong số các khoản trừ trên được áp dụng cho một cầu thủ trong một trận đấu duy nhất.
| Đội         | Trận 1   | Trận 1                                    | Trận 1 | Trận 1            | Trận 2   | Trận 2                                    | Trận 2 | Trận 2            | Trận 3   | Trận 3                                    | Trận 3 | Trận 3            | Điểm |
| Đội         | Thẻ vàng | Thẻ vàng · Thẻ vàng-đỏ (thẻ đỏ gián tiếp) | Thẻ đỏ | Thẻ vàng · Thẻ đỏ | Thẻ vàng | Thẻ vàng · Thẻ vàng-đỏ (thẻ đỏ gián tiếp) | Thẻ đỏ | Thẻ vàng · Thẻ đỏ | Thẻ vàng | Thẻ vàng · Thẻ vàng-đỏ (thẻ đỏ gián tiếp) | Thẻ đỏ | Thẻ vàng · Thẻ đỏ | Điểm |
| ----------- | -------- | ----------------------------------------- | ------ | ----------------- | -------- | ----------------------------------------- | ------ | ----------------- | -------- | ----------------------------------------- | ------ | ----------------- | ---- |
| New Zealand |          |                                           |        |                   | 1        |                                           |        |                   |          |                                           |        |                   | –1   |
| Na Uy       | 1        |                                           |        |                   |          |                                           |        |                   | 1        |                                           |        |                   | –2   |
| Thụy Sĩ     | 2        |                                           |        |                   |          |                                           |        |                   |          |                                           |        |                   | –2   |
| Philippines | 1        |                                           |        |                   | 1        |                                           |        |                   | 1        |                                           | 1      |                   | –7   |